# Preiļi
Preiļi er beliggende i Preiļis distrikt i det sydøstlige Letland og fik byrettigheder i 1928. Byen ligger omtrent 200 kilometer fra Riga, og er et vigtigt holdested for pilgrimsrejsende til den nærliggende Aglona Basilika. Før Letlands selvstændighed i 1918 var byen også kendt på sit tyske navn Prely.

## Kendte bysbørn
- Jānis Ivanovs – komponist
- Aleksandrs Viļumanis – dirigent